# Kometkärna

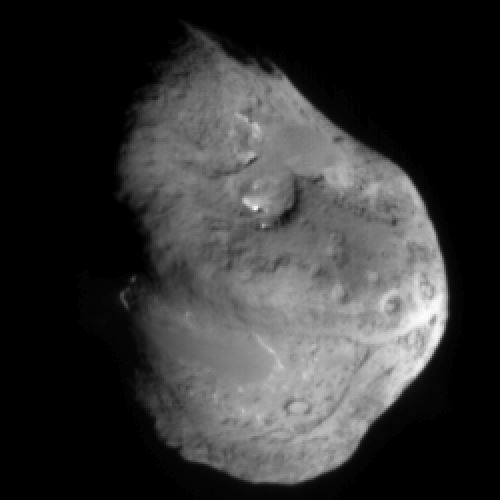
Kometkärnan till Komet Tempel 1.

Kometkärnan är den fasta delen av en komet. Kärnan är en liten himlakropp bestående av sten, damm och frusna gaser. När den hettas upp, sublimeras gaserna och skjuts ut från ytan och bildar en tunn atmosfär runt kärnan, en koma. När solens strålning eller solvinden träffar koman bildas en enorm svans som alltid pekar bort från solen.
En typisk kometkärna är mindre än 10 kilometer i diameter och har en mycket oregelbunden form med varierande ytformationer.
Kometkärnor är till sin geologi mycket porösa och löst sammanhållna varför de ibland splittras och ger grund för så kallade "meteorregn". Det är dock kärnans innehåll av flyktiga ämnen som vatten, kolmonoxid och koldioxid, men också metan och ammoniak som gör kometerna speciella och ger upphov till en kometsvans vid kometens passage i solens närhet. Resultaten av NASA-experimentet Deep Inpact där en projektil sprängde loss materia från kometen Tempel 1 visade dock på en överraskande stor andel fast material jämfört med vatten och gaser, enligt mätningar genomförda med rymdsonden Rosetta.